# باتريك كونغ
باتريك كونغ هو متزحلق جبال الألب سويسري، ولد في 11 يناير 1984 في Mühlehorn ‏ في سويسرا.

## وصلات خارجية
- الموقع الرسمي
- باتريك كونغ على موقع الاتحاد الدولي للتزلج (التزلج على المنحدرات الثلجية) (الإنجليزية)
- باتريك كونغ على موقع أوليمبيديا (الإنجليزية)